# Alfabetyzm
Alfabetyzm – określenie odnoszące się do podstawowych zasobów wiedzy i umiejętności niezbędnych do uczestnictwa w życiu społecznym danej zbiorowości ludzkiej.
Wymagany zestaw tych zasobów zależy od czynników historycznych i społeczno-kulturowych. Dotyczy kompetencji zdobywanych przez całe życie jednostki i uznawanych w danej epoce za podstawowe, stanowiące wymóg społeczny i poddawane kontroli społecznej. Dotyczy zarówno cech zdobywanych w edukacji nieformalnej, jak i drogą formalnego systemu nauczania. Alfabetyzm odnosi się nie tylko do umiejętności czytania i pisania, ale też do podstawowej wiedzy matematycznej, geograficznej, biologicznej, fizycznej, technicznej, o społeczeństwie oraz umiejętności jak posługiwanie się komputerem i internetem.
Jednym z procesów alfabetyzmu jest alfabetyzacja, czyli zdobywanie umiejętności czytania i pisania. Odwołuje się do poszczególnych jednostek, płci oraz grup wiekowych; społecznych lub etnicznych jak i również całych narodów. Zalicza się ją, do głównych problemów w edukacji.